# Atractus zidoki
Atractus zidoki är en ormart som beskrevs av Gasc och Rodrigues 1979. Atractus zidoki ingår i släktet Atractus och familjen snokar. Inga underarter finns listade.
Arten förekommer i norra Brasilien, i departementet Amazonas i Colombia och i Franska Guyana. Honor lägger ägg. Exemplaren lever i regnskogar och de gömmer sig i lövskiktet. Atractus zidoki besöker angränsande odlingsområden. Artepitetet i det vetenskapliga namnet syftar på en plats i Franska Guyana.
För beståndet är inga hot kända. Hela populationen anses vara stor. IUCN listar arten som livskraftig (LC).